# 254422 Henrykent
254422 Henrykent este un asteroid din centura principală de asteroizi.

## Descriere
254422 Henrykent este un asteroid din centura principală de asteroizi. A fost descoperit pe 9 noiembrie 2004 la Mauna Kea de Paul Wiegert și Amanda Papadimos. Asteroidul prezintă o orbită caracterizată de o semiaxă mare de 3,22 ua, o excentricitate de 0,12 și o înclinație de 4,2° în raport cu ecliptica.